# Satokoay考古遺址
Satokoay考古遺址，又稱掃叭石柱、掃只石柱、舞鶴石柱，是台灣一處考古遺址，位於花蓮縣瑞穗鄉舞鶴村，緊鄰花東公路（台九線）旁。
Satokoay考古遺址以其掃叭石柱聞名，石柱有兩根，各長575公分、339公分，各重10.6噸及12.3噸，原本一根橫躺，另一根則是豎立，現今掃叭石柱呈現兩根是豎立狀況，導致原貌遭受人為破壞與保存不力狀況下，難以提供考古學必要的研究脈絡，形成一道難解謎題。
在臺灣日治時期就開始被稱作「掃叭」，鳥居龍藏對這處遺址的年代歸類為巨石文化，是目前東部地區所存最大遺石。現今臺灣的考古學界則是認為掃叭遺址是屬於新石器時代，距今約有三千多年，最主要的文化相是卑南文化和麒麟文化，其中掃叭遺址即屬卑南文化的一支，有一個南北長約六百公尺，東西寬約四百公尺的遺址。

## 外部連結
- . 《發現》. 大愛電視. 2010-03-06  [2010-03-06]. （原始内容存档于2010-03-25） （中文）.
- . 《文化資產個案導覽》. 文化建設委員會文化資產總管理籌備處. 2010-03-06  [2010-03-06] （中文）.[永久]